# Zacharias Wolf
Zacharias von Wolf (* 7. Februar 1667 in Bremen; † 5. April 1726 in Kiel) war ein deutscher Heerführer.

## Biografie

### Familie, Ausbildung und Beruf
Zacharias Wolfs gleichnamiger Vater war schwedischer Oberstleutnant, vermutlich aus Pommern gebürtig. Da sein Vater bereits 1682 in Stockholm verstarb, nahm sich Jakob von Kemphen, Erik Dahlbergs Schüler, seiner in „väterlicher Sorge“ an. Durch von Kemphen (Sohn von Johann Reichwald von Kämpfen) lernte Wolf alle größeren festen Plätze des schwedischen Reiches kennen.
Er gelangte nach einer längeren militärischen Studienreise mit von Kemphen in Holland und am Rhein ab 1686 in eine Anstellung als Kopist beim schwedischen Festungswesen in Stettin. Einige Jahre, 1689, später trat er in holstein-gottorfische Dienste, wo er 1694 Ingenieur-Kapitän wurde.

### In Tönning

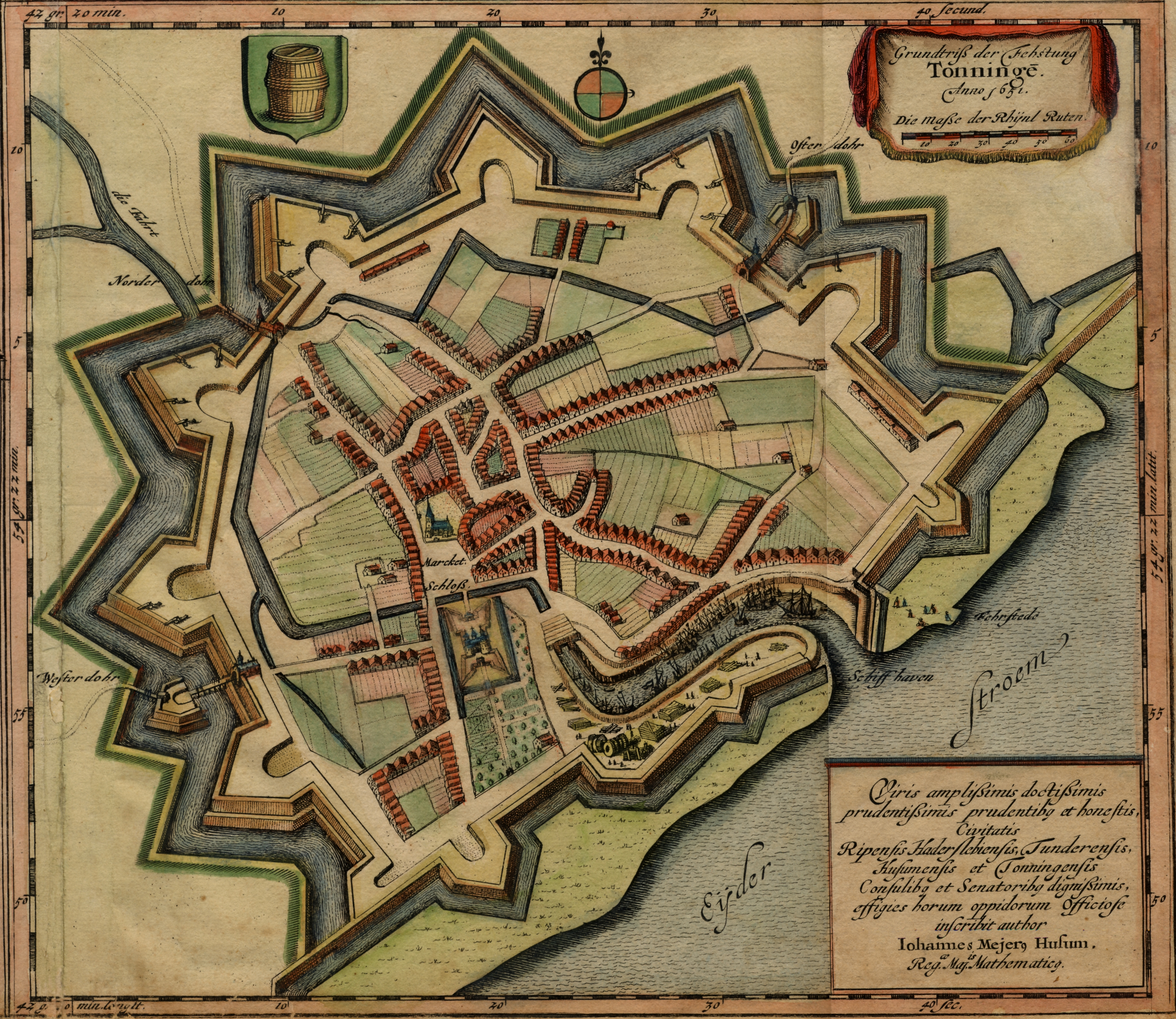
Festung Tönning

Seine Aufgabe in Tönning war die Leitung der Festungsanlagen, die den Zugang nach Eiderstedt verhindern sollten. Sein größtes Werk in Tönning wurde das 1709/10 geplante prachtvolle Zeughaus, welches mit sechs monumentalen Reiterbildnissen der schwedischen Könige Karl X. Gustaf, Karl XI. und Karl XII. sowie der schleswig-holsteinischen Herzöge Christian Albrecht, Friedrich IV. und des Administrators Fürstbischof Christian August geschmückt wurde. Diese wurden beim Abbruch der Festung von den Dänen nach Schloss Frederiksborg verbracht.

### Im Nordischen Krieg
Seine große Tapferkeit und Umsicht bewies er 1697 beim Sturm der Dänen auf die Holmer Schanze und wurde dafür zum Major befördert. Bei der Belagerung der Festung Tönning im Jahre 1700 durch dänische Truppen hatte er als leitender Ingenieur-Offizier großen Anteil daran, dass diese sich halten konnte. Daraufhin wurde er zum Oberstleutnant und Vize-Kommandeur der Festung Tönning ernannt, 1703 zum Oberst und Ersten Kommandanten der Festung. Er leitete weitere Verstärkungen der Befestigung Tönnings und der Eiderregulierung ein.
Als der schwedische Feldmarschall Stenbock 1712/1713 in die Herzogtümer einrückte, ließ er die schwedischen Truppen in die Festung einziehen. Stenbock wurde schon Anfang 1713 von einem dänisch-russischen Heer eingeschlossen und musste drei Monate später aufgeben. Wolf wurde 1713 zum Generalmajor befördert.
Auch die Festung musste am 10. Februar 1714 („aus Mangel an Victualien“) vor den belagernden Dänen kapitulieren gegen freien Abzug der Garnison. So entging Wolf der Gefangenschaft. Dies bedeutete jedoch das Ende des Großen Nordischen Krieges in Schleswig-Holstein und auf norddeutschen Boden überhaupt. Denn mit der Kapitulation waren sämtliche schwedischen Truppenteile in Gefangenschaft. Wolf verfertigte ein „Journal“ über die Ereignisse von der „Einlassung der Schweden“ und der Belagerung bis zum 30. Januar (10. Februar) 1714. Nach Zedler soll der Druck 1714 auf königlich dänischen Befehl in Kopenhagen erfolgt sein und in Hamburg 1724 wieder aufgelegt worden sein.

### Nach dem Nordischen Krieg
Wolf ist nach dem Friedensschluss 1721 zum Oberbefehlshaber des stark verringerten holstein-gottorfischen Heeres ernannt worden und erhielt 1725 einen Sitz in der Landesregierung in Kiel. Als er 1726 in Kiel verstarb, wurde ein „Ehrengedächtnis“ (Nachruf) auf Wolf veröffentlicht, in dem neben einem Bildnis des Verstorbenen auch eine Lebensbeschreibung abgedruckt wurden. Darin wird noch erwähnt, das Wolf nach dem Verlust der Stapelholmer Schanze im Mai 1697 dieser mit seiner Besatzung von 165 Mann unter „fliegenden fahnen und klingenden spiel“ abzog und am 6. Juni in der Nähe Tönnings vom Herzog Friedrich IV. unter Begleitung des englischen Gesandten Herrn von Cressy empfangen und zum Major befördert wurde.

## Wolf als Künstler

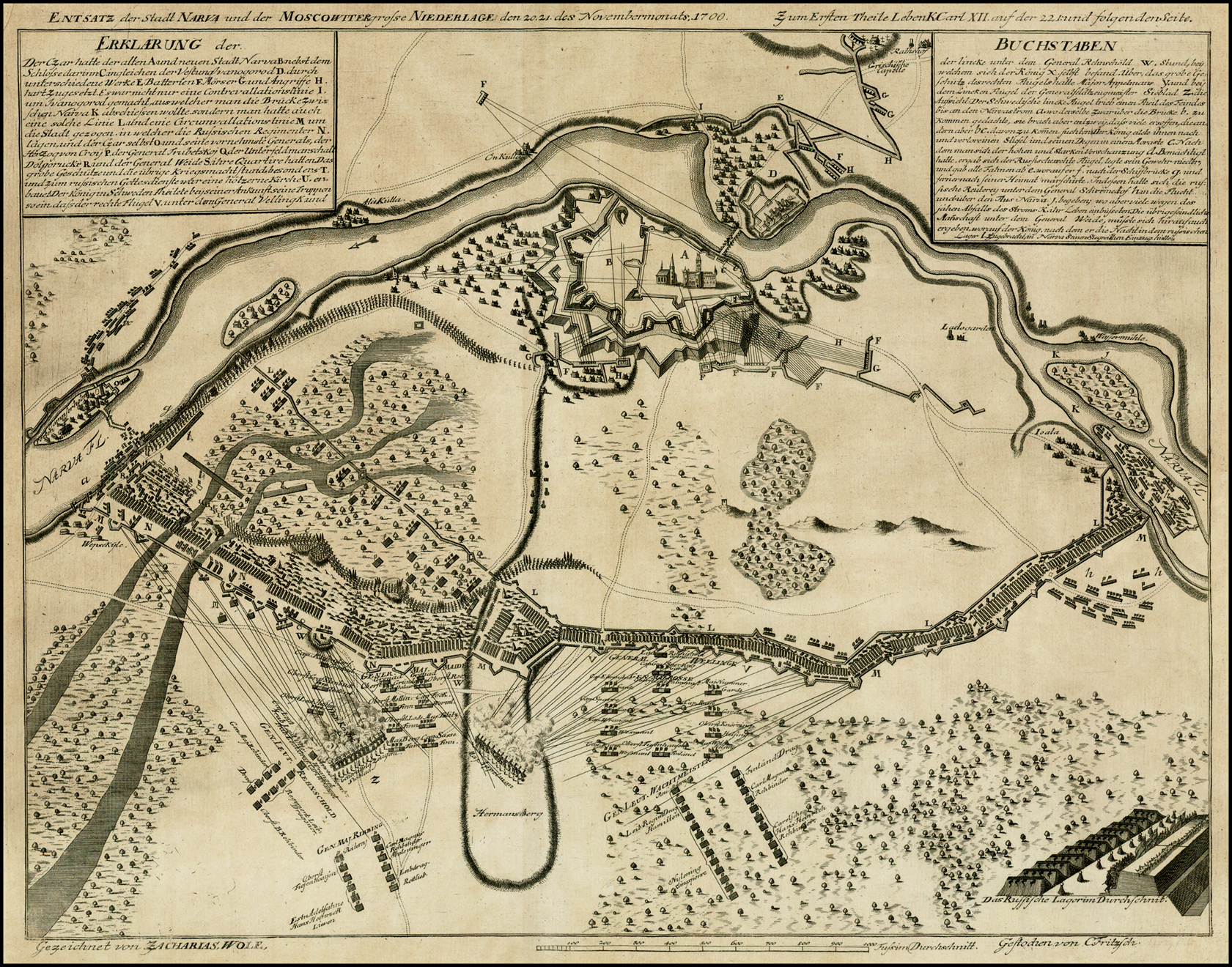
Belagerung Narwas, gezeichnet von Zacharias Wolf um 1700

Wolf ist als schwedischer Offizier auch über die Verhältnisse vor Narwa im Jahr 1700 gut unterrichtet gewesen, entweder durch eigene Anschauung oder durch Berichte. Denn es ist eine Abbildung der Belagerung Narwas überliefert der zufolge Wolf als Zeichner und Christian Fritzsch als Stecher genannt werden.
Es darf wohl auch angenommen werden, das die von dem Kanzler Westphalen
veröffentlichte Ansicht des Schlosses Gottorf auch auf eine Zeichnung von Zacharias Wolf zurückgeht.
Die Universitätsbibliothek Kiel besitzt eine Handschrift in 4 Bänden des ursprünglich auf 5 Teile angelegten Werkes und ist ausgezeichnet durch 350 „saubere und wohlconditionirte Fortifications-Risse und Handzeichnungen in Folio“. Auf Seite 1 der Handschrift steht der „Vor Bericht an den Geneigten Leser“, in dem Wolff Hinweise auf seine Identität gibt, Demnach ist er anfangs seiner Karriere 15 Jahre in schwedischen und „Fürstl. Schleswig Holsteinischen Dienste Als Fortifications Officier gestanden Solches nämlich, dass es „dehnen angehenden Krieges Leuten“ oft an einer Anleitung für die Fortification, für die „Practicke, wie Sie bauen, und was zur Attaque oder Beschützung nöhtig“ erfahren…. Desfalß ich darauff gedacht, was auff zu Setzen, und den wahren Grundt dieser Wißenschaft … aus eigener Erfahrung, und Wahrhafften Exempeln vorzu Stellen, deutlich mich bemühet, In dem ich in dehnen Troublen, SO dehnen Hertzog Tühmern Schleswig-Holstein begegnet, Zeit dazu gehabt, dies Wärck zu Sammen zu Tragen und alle Risse Selbst nach dem Mastab fertiget….“

## Epitaph der Ehefrau

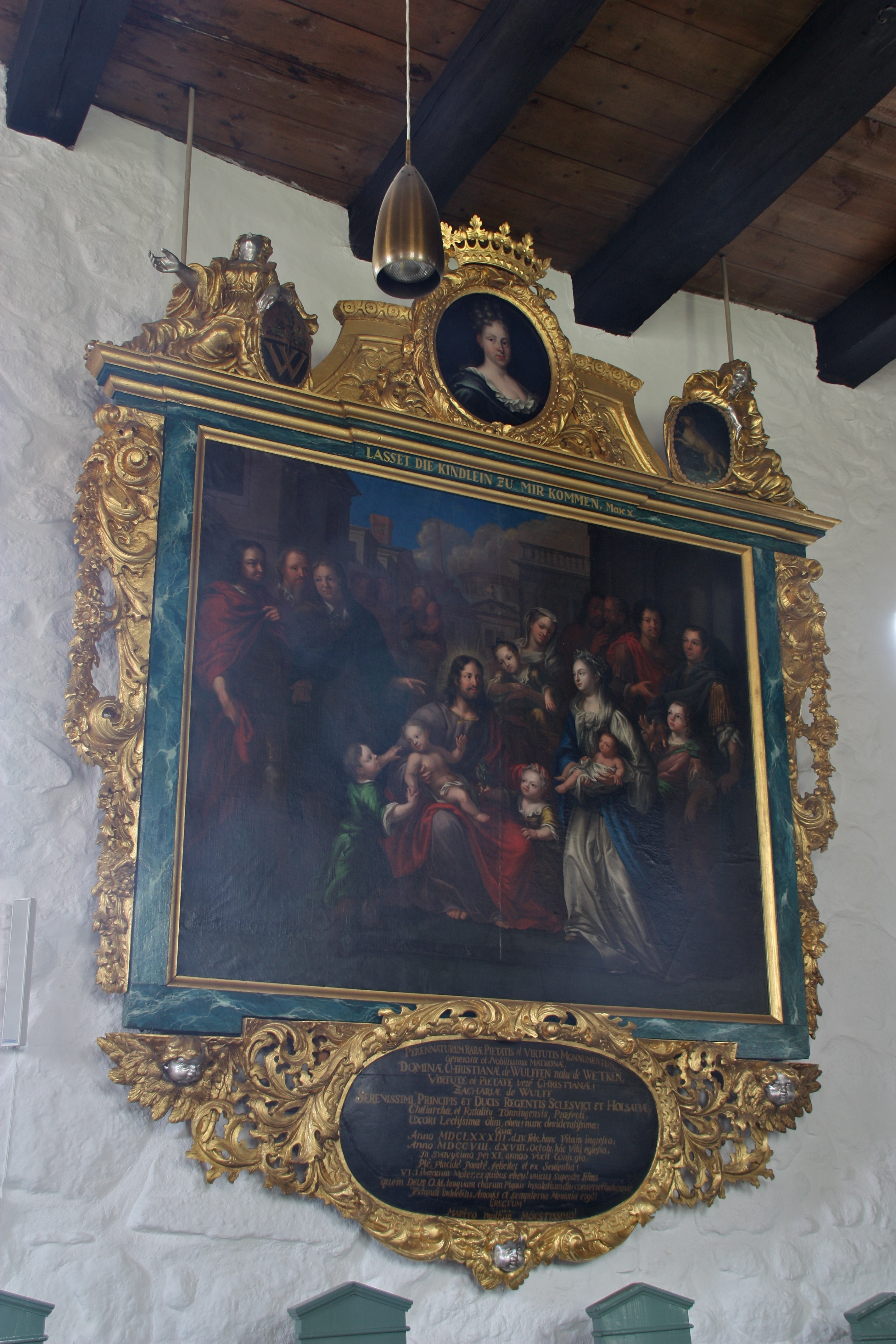
Epitaph für Christiane Wolf

Barthold Conrath fertigte das Epitaph für Christine de Wulfen, die Gattin von Zacharias Wolf, und die vier verstorbenen Kinder des Ehepaars. Der Künstler malte das Mittelbild 1708. Es hing anfangs in der Tönninger Sophienkirche. Seit dem Verkauf 1744 befindet es in der Sankt Martinskirche in Tellingstedt.